# Абдаллах бин Джасим Аль Тани
Абдаллах бин Джасим Аль Тани (араб. عبد الله بن جاسم بن محمد آل ثاني‎), также известный как Шейх Абдаллах бин Джасим Аль Тани и Шейх Абдаллах бин Касим Аль Тани; 1880 Доха, Османский Катар — 25 апреля 1957) — представитель монархического рода Катара, эмир Катара (1913—1949). В период его правления в Катаре впервые была найдена нефть.

## Биография
Был 5-м по старшинству из 19 сыновей шейха Джасима бин Мухаммада Аль Тани.
Великобритания и Османская империя признали его права на руководство всем катарским полуостровом. В начале Первой мировой войны Османская империя держала небольшой гарнизон в Катаре, однако впоследствии военнослужащие гарнизона дезертировали.
3 ноября 1916 года Британия подписала договор с шейхом, по которому Катар обязался не начинать отношений с другими странами без их предварительного согласия. Перси Захария Кокс, политический резидент Персидского залива, который подписывал договор, гарантировал защиту Катара от агрессии с моря. 5 мая 1935 года он добился от Британии соглашения на защиту не только от внешних, но и от внутренних угроз.
В 1927 году он построил Форт Аль Кут, также известный как Форт Доха, в Аль-Бидде, служивший в качестве станции и для защиты от внешних врагов. В 1938 году был построен Форт Зубарах, в городе Зубарах, который находится в муниципалитете Катара Эш-Шамаль в 105 километрах от Дохи.
После того, как Британия признала его сына — шейха Хамада законным наследником титула эмира, 17 мая 1935 года Абдаллах подписал первое соглашение о нефтяной концессии с Англо-персидской нефтяной компанией. В октябре 1938 года была установлена первая буровая установка, а первое обнаружение нефти состоялось в январе 1940. Однако добыча нефти была приостановлена во время Второй мировой войны.
В 1940 году он отрёкся от престола в пользу своего наследника и второго сына Шейха Хамада бин Абдаллах Аль Тани. Однако тот умер через 8 лет, и он вновь вступил в должность. оставаясь главой Катара до 1949 года, когда уступил власть своему старшему сыну Али.